# Herb gminy Świerklany
Herb gminy Świerklany – jeden z symboli gminy Świerklany, ustanowiony 30 maja 1995.

## Wygląd i symbolika
Herb przedstawia na tarczy dzielonej w słup w polu lewym błękitnym pół czarnego dębu z dziuplą i siedmioma złotymi liśćmi, natomiast w polu prawym żółtym pół zielonego świerku z sześcioma gałęziami. Dąb i liście nawiązują do trwającej ponad siedmiu wieków historii Jankowic, dziupla do jednej z legend gminnych, natomiast świerk do ponad sześćsetletniej historii Świerklan. 